# Tatort: Die Geschichte vom bösen Friederich
Die Geschichte vom bösen Friederich ist ein Fernsehfilm aus der Fernseh-Kriminalreihe Tatort der ARD, des ORF und des SRF und der dritte Fall der Frankfurter Ermittler Janneke und Brix. Der vom Hessischen Rundfunk unter der Regie von Hermine Huntgeburth produzierte Beitrag ist die 983. Tatort-Folge und wurde am 10. April 2016 im Ersten, auf ORF 2 und SRF zwei zum ersten Mal ausgestrahlt.

## Handlung
Hauptkommissarin Anna Janneke wird von ihrer Vergangenheit eingeholt. Vor zwanzig Jahren trug sie als Polizeipsychologin mit ihrem Gutachten maßgeblich dazu bei, dass Alexander Nolte als Mörder zu lebenslanger Haft verurteilt wurde. Inzwischen wurde er nach einer als erfolgreich beurteilten Resozialisierung aus dem Gefängnis entlassen. Die Psychologin Helene Kaufmann betreut ihn und hat eine Beziehung zu ihm begonnen. Nolte will Janneke kontaktieren. Vergeblich versucht er, sie telefonisch zu erreichen und hofft, letztendlich ihre Aufmerksamkeit zu erlangen, indem er im Bahnhofsviertel den Obdachlosen Martin Busche ersticht.
Tatsächlich werden Janneke und Brix mit der Lösung des Falles beauftragt. Die Kommissarin kommt schnell zu dem Schluss, dass es für diesen Mord kein Motiv gibt, sondern dass hier jemand bewusst nur töten wollte. Unweigerlich denkt sie dabei an Nolte, dessen vorzeitige Entlassung sie nicht nachvollziehen kann. Sie ist davon überzeugt, dass er nicht resozialisiert, sondern noch immer gemeingefährlich ist. Trotz dieser Ahnung sucht sie Nolte in dessen Wohnung auf. Er zeigt sich leicht arrogant und erklärt der Kommissarin, dass er davon überzeugt ist, dass er mit ihr verbunden ist. Zu keiner Person hätte er eine tiefere Beziehung, denn schließlich hätte sie sich in seine Seele geschlichen und ausgesaugt. Er nimmt es ihr übel, dass sie nach seiner Verurteilung jeglichen Kontakt abgebrochen hatte.
Janneke beunruhigt Noltes Einstellung und auch ihr Kollege Brix kann sich von dem recht seltsamen und aufdringlichen Verhalten Noltes überzeugen, als er ungefragt im Polizeipräsidium erscheint und sich nach Janneke erkundigen will. Die Kommissarin ist allerdings nicht dort, sondern befragt gerade Roland Burmeister, in dessen Dentallabor Nolte eine Arbeitsstelle bekommen hatte. Verwundert stellt sie fest, dass Nolte seit einigen Tagen nicht zur Arbeit erschienen ist. Sie will Burmeister und seine Belegschaft vor Nolte warnen, doch er ignoriert ihre Hinweise und wirft ihr stattdessen vor, den Weg eines ehemaligen Straftäters zurück in die Gesellschaft zu verhindern.
Noch am selben Tag lauert Nolte der Kommissarin auf und deutet an, ein Geständnis ablegen zu wollen. Sie macht den Fehler und nimmt Nolte mit in ihre Wohnung. Nachdem er auch noch zudringlich wird, nimmt sie ihn fest. Das Verhör lässt sie von Brix übernehmen, der sich bei der Gelegenheit von Noltes destruktivem Verlangen nach Selbstbestätigung direkt überzeugen kann. Dennoch lässt sich nichts Konkretes gegen Nolte vorbringen und er wird wieder auf freien Fuß gesetzt.
Noch am gleichen Abend findet Janneke ihre Perserkatze tot vor ihrer Wohnungstür und es gibt einen weiteren Toten, der brutal erschlagen wurde. Janneke ist davon überzeugt, dass Nolte der Täter ist und dass er im Grund sie mit diesen Taten treffen will, denn das neue Opfer ist ein Mann, mit dem die Kommissarin vor kurzem ein Rendezvous hatte. Ohne es zu ahnen, gerät nun auch Brix in Gefahr, denn Nolte ist entschlossen, auch ihn zu töten. Er dringt in Brix Wohnung ein und will auf sein Opfer warten. Allerdings trifft er dort auf Brix’ Vermieterin Fanny, sodass er unverrichteter Dinge das Haus wieder verlässt und die Psychologin Helene Kaufmann aufsucht. Ihr sind inzwischen Zweifel an Noltes Aufrichtigkeit gekommen und sie ruft Brix an, der ihr seine Visitenkarte gegeben hatte. Nolte ist bereits in Kaufmanns Wohnung und hört dies. Wutentbrannt versucht er sie zu erwürgen. Kaufmann kann jedoch eine Pistole ziehen und Nolte erschießen.

## Hintergrund
Die Dreharbeiten begannen am 19. April 2015 und endeten am 23. Mai 2015. An 26 Drehtagen wurde in Frankfurt am Main und Umgebung gefilmt.
Der Filmtitel wurde in Anlehnung an die Geschichte des Struwwelpeters gewählt, die mit dem Arzt und Psychiater Heinrich Hoffmann ebenfalls aus der Feder eines Frankfurters stammt.
Als Filmmusik fand rahmenbildend nach dem Vorspann sowie vor dem Abspann der Titel Asche zu Asche von Rammstein aus dem Jahr 1995 Verwendung. Zudem ist das Rondo a-Moll von Wolfgang Amadeus Mozart aus dem Jahr 1787 in der Interpretation von Artur Rubinstein zu hören, als Alexander Nolte von Anna Janneke in seiner Wohnung besucht wird. Ebenso wurde mit der Aria von Johann Sebastian Bach aus den Goldberg-Variationen von 1741 in der Interpretation von Rosalyn Tureck auf klassische Musik gesetzt. Weitere Filmmusik wurde von Christine Aufderhaar komponiert und vom hr-Sinfonieorchester eingespielt.
Die Audiodeskription zum Film wurde vom HR selbst produziert. Sprecher ist Peter Veit.

## Rezeption

### Einschaltquoten
Die Erstausstrahlung der Geschichte vom bösen Friederich am 10. April 2016 wurde in Deutschland von 8,50 Millionen Zuschauern gesehen und erreichte einen Marktanteil von 23,4 % für Das Erste. In der Gruppe der 14- bis 49-jährigen Zuschauer konnten 2,73 Millionen Zuschauer und ein Marktanteil von 20,7 % erreicht werden.
In Österreich wurden 600.000 Zuschauer erreicht und damit eine durchschnittliche Reichweite von 8 % sowie ein Marktanteil von 20 % erzielt.
In der Schweiz verfolgten 355.000 Zuschauer im Alter von über drei Jahren die Erstausstrahlung der Folge und bescherten ihr dadurch einen Marktanteil von 19,4 %. In der Gruppe der 15- bis 59-jährigen Zuschauer wurden 198.000 Zuschauer gezählt sowie ein Marktanteil von 18,7 % gemessen.

### Kritik
Nach Einschätzung von Jens Szameit von der Teleschau Mediendienst handelt es sich bei der Geschichte vom bösen Friederich um einen „parabelhaften Tatort, der dem Österreicher Nicholas Ofczarek die ganz große Schurkenbühne bietet. Der Film- und Theaterschauspieler mit der Vorliebe fürs Extreme geht förmlich auf in der schillernden Dämonenrolle: Er wütet und droht, vögelt und mordet, charmiert und manipuliert.“ Mit dieser Folge sei „in der ewigen Hitliste der schlimmsten Tatort-Psychos“ nach Urteil von Szameit „dem unlängst wiedergekehrten »stillen Gast« Kai Korthals aus Kiel ein echter Konkurrent erwachsen“. Die Folge stelle für das junge Ermittlerduo ein „echtes Ausrufezeichen“ dar, zugleich „in einer guten Tradition des Hessischen Rundfunks steht, die Wurzeln des Bösen wagemutiger auszuleuchten, als es bei den übrigen ARD-Anstalten an der Tagesordnung ist“. Szameit fühlt sich an die Folgen Das Böse (2003), Weil sie böse sind (2010) und Es ist böse (2012) erinnert, die ebenfalls allesamt im Auftrag des Hessischen Rundfunks entstanden. Die Episode stelle ein „ebenso morbides wie gewagtes Stück“ dar, das durch Drehbuch und Regie „philosophisch aufgeladen einer bloß realitätsgetreuen Beschreibung der Dinge enthoben“ wurde und zugleich ein „artifizieller, aber keinesfalls theaterhafter Krimi“ sei, „der das Kunststück schafft, den Schurken schillern zu lassen, ohne die Kommissare zu Nebenfiguren zu degradieren“, stattdessen gewinnen die Ermittler „in diesen 90 Minuten sehr an Kontur“.
Lars-Christian Daniels von Filmstarts nennt die Geschichte vom bösen Friederich einen „spannenden“ Tatort, der „auf Gruselmomente“ setzt, „die an die Werke des »Master of Suspense« Alfred Hitchcock erinnern“ und „das Sahnehäubchen auf den bisher besten »Tatort« des Jahres 2016“ darstellen. „Angesichts des hohen Unterhaltungswerts“ des Regiedebüts von Hermine Huntgeburth in der Tatort-Reihe, hofft Daniels auf weitere Folgen unter ihrer Regie. Doch auch für das Drehbuch fand Daniels lobende Worte, welches „eine angenehm stringente, übersichtliche Geschichte und einen unberechenbaren Bösewicht, der seine blutigen Phantasien und perversen Tagträume direkt vor den Augen des Zuschauers auslebt und dem 983. »Tatort« seinen Stempel aufdrückt“. Daniels zog einen Vergleich mit Folge Borowski und die Rückkehr des stillen Gastes, denn „Dreh- und Angelpunkt des fesselnden Films“ seien die Begegnungen zwischen Janneke und Nolte, wobei sich der „blendend aufgelegte Theaterschauspieler […] in der Rolle des vordergründig eleganten Wüterichs nicht vor Eidingers Korthals zu verstecken“ braucht. Nolte wird den „Zuschauern ein Schauer über den Rücken laufen“ lassen, so dass „sich in diesem Krimi keine Minute Leerlauf“ einschleicht. „Stimmungsvoll begleitet werden diese Gänsehautsequenzen vom Sinfonieorchester des Hessischen Rundfunks“, wobei die „wiederkehrend einsetzenden Stakkato-Streicher“ an Hitchcocks Werke Psycho (1960) und Vertigo – Aus dem Reich der Toten (1958) erinnern. Die Mischung mit Klängen von Rammstein wirke dagegen eher „plump“. „Dank des hochspannenden Schlussdrittels“ gelingt es der Folge zum bislang besten Fall der Ermittler zu avancieren. Daniels urteilt, die Folge sei „ein packender und stark inszenierter Psychothriller, bei dem Gelegenheitsgucker und Stammzuschauer gleichermaßen auf ihre Kosten kommen“, und vergab vier von fünf möglichen Punkten.
Petra Noppeney von den Westfälischen Nachrichten verglich Nicholas Ofczareks Rolle des Alexander Nolte mit Lars Eidingers Rolle des Kai Korthals aus den Tatort-Folgen Borowski und der stille Gast (2012) sowie Borowski und die Rückkehr des stillen Gastes (2015), „dessen Faible für Zahnbürsten in fremden Wohnungen als Gipfel des Ekelgefühls“ in der Folge der Geschichte vom bösen Friederich als „Feinripp-Fiesling“ bildhaft „zitiert wurde“. Nicholas Ofczarek „brillierte als hochintelligenter, nach außen seriöser, nach innen skrupelloser Täter“. „Doch viele der Wendungen“ der Handlung „waren entweder bekannt oder wirkten schlicht unwahrscheinlich“, so die „Alexander sexuell ergebene Psychologin“ oder sein One-Night-Stand mit der Ermittlerin, weswegen die Folge ein „zwiespältiges Gefühl“ hinterließ.
Detlef Hartlap, Chefredakteur der prisma, fühlte sich von Nicholas Ofczareks Schauspiel an Orson Welles in Der dritte Mann aus dem Jahr 1949 erinnert. „Er gibt dem »Tatort: Die Geschichte vom bösen Friederich« eine neue Dimension des Unheimlichen, die über Lars Eidinger in den beiden Kieler Folgen von »Borowski und der stille Gast« hinausgeht“, resümiert Hartlap. „In Sachen Tod ist dieser Frankfurter Tatort, wo sonst auch schon in ganzen Familienverbänden gestorben wurde, sparsamer als die Gemetzel, die wir“ mit Mia san jetz da wo’s weh tut „in München oder bei Möhrings Bundespolizei“ in der Folge Zorn Gottes „zu sehen bekamen“. Für Ursina Lardi fand Hartlap ebenfalls lobende Worte, sie „spielt wieder sehr stark“. Zusammenfassend sei die Folge „ein Tatort mit Qualität“.
Bei Tittelbach.tv beschrieb Rainer Tittelbach den Tatort als „Psychopathenkrimi ohne Profiler-Mythen und ohne klassischen Thrill. Der Film von Hermine Huntgeburth nach dem Buch von Volker Einrauch lebt von der Faszination und Unberechenbarkeit seines Antagonisten. Vier-Personen-Psycho-Stück“ und vergab fünf von sechs möglichen Punkten.